# Crayon Shin-chan - Henderland no dai bōken
Crayon Shin-chan - Henderland no dai bōken (クレヨンしんちゃん ヘンダーランドの大冒険?, Kureyon Shin-chan - Hendārando no dai bōken, letteralmente "Crayon Shin-chan - La grande avventura di Henderland") è un film d'animazione del 1996 diretto da Mitsuru Hongo.
Si tratta del quarto film basato sul manga e anime Shin Chan. Come per gli altri film basati sulla serie, non esiste un'edizione italiana del lungometraggio.

## Trama
Shin-chan visita il parco di divertimenti Henderland (ヘンダーランド?, Hendārando), ma una volta arrivato lì dovrà vedersela con una banda di criminali che vuole governare il mondo.

## Personaggi e doppiatori
| Personaggio       | Doppiatore      |
| ----------------- | --------------- |
| Shinnosuke Nohara | Akiko Yajima    |
| Hiroshi Nohara    | Keiji Fujiwara  |
| Misae Nohara      | Miki Narahashi  |
| Masao Sato        | Mie Suzuki      |
| Nene Sakurada     | Tamao Hayashi   |
| Tooru Kazama      | Mari Mashiba    |
| Boo               | Chie Satou      |
| Yasuo Kawamura    | Tomoko Ohtsuka  |
| Midori Yoshinaga  | Yumi Takada     |
| Ume Matsuzaka     | Michie Tomizawa |
| Enchiyou          | Rokurō Naya     |
| Action Kamen      | Tesshō Genda    |
| Kantam Robot      | Shinya Ohtaki   |
| Buriburizaemon    | Kaneto Shiozawa |

## Distribuzione

### Edizioni home video
In Giappone il film è stato distribuito in VHS il 25 aprile 1997 e in DVD il 28 novembre 2003.